# Sulz (Laufenburg)
Sulz (toponimo tedesco) è una frazione di 1 160 abitanti del comune svizzero di Laufenburg, nel Canton Argovia (distretto di Laufenburg).

## Storia

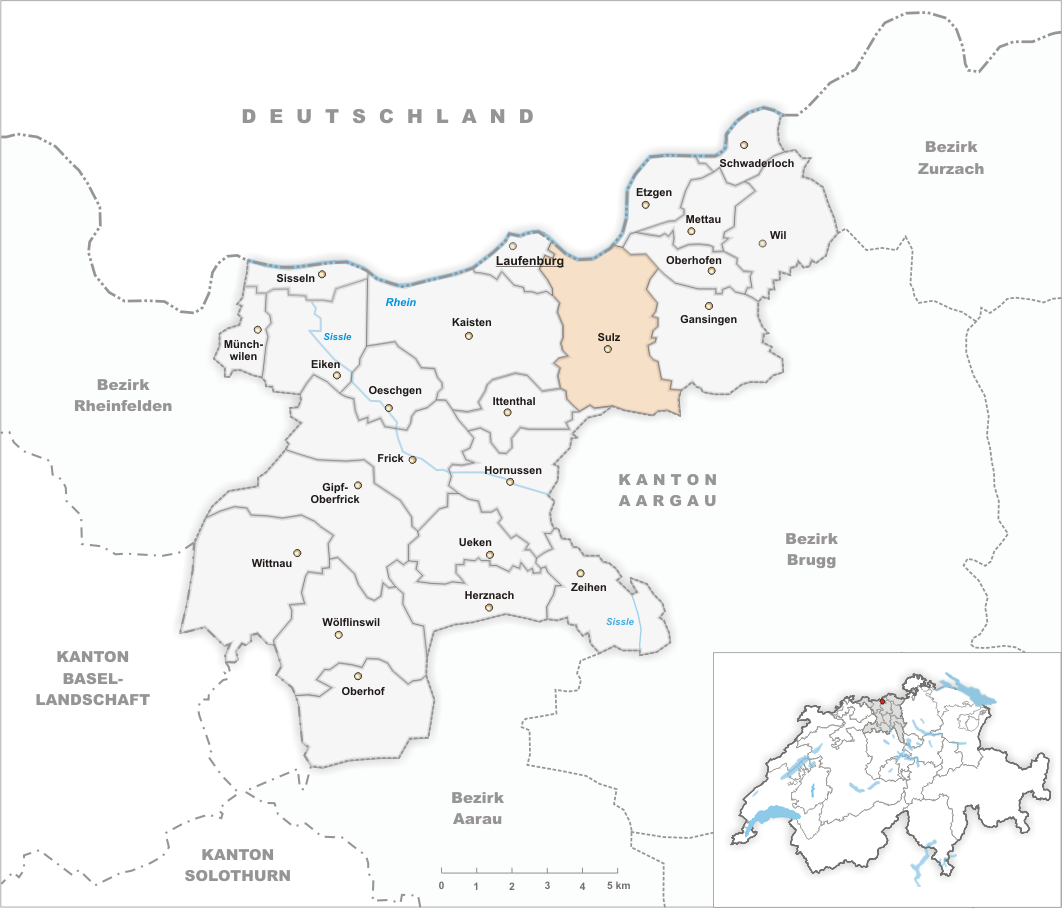
Il territorio del comune di Sulz prima degli accorpamenti comunali del 2010

Già comune autonomo che comprendeva le località di Bütz, Leidikon, Mittelsulz, Obersulz, Rheinsulz e Sulzerberg, il 1º gennaio 2010 è stato aggregato a Laufenburg.

## Monumenti e luoghi d'interesse

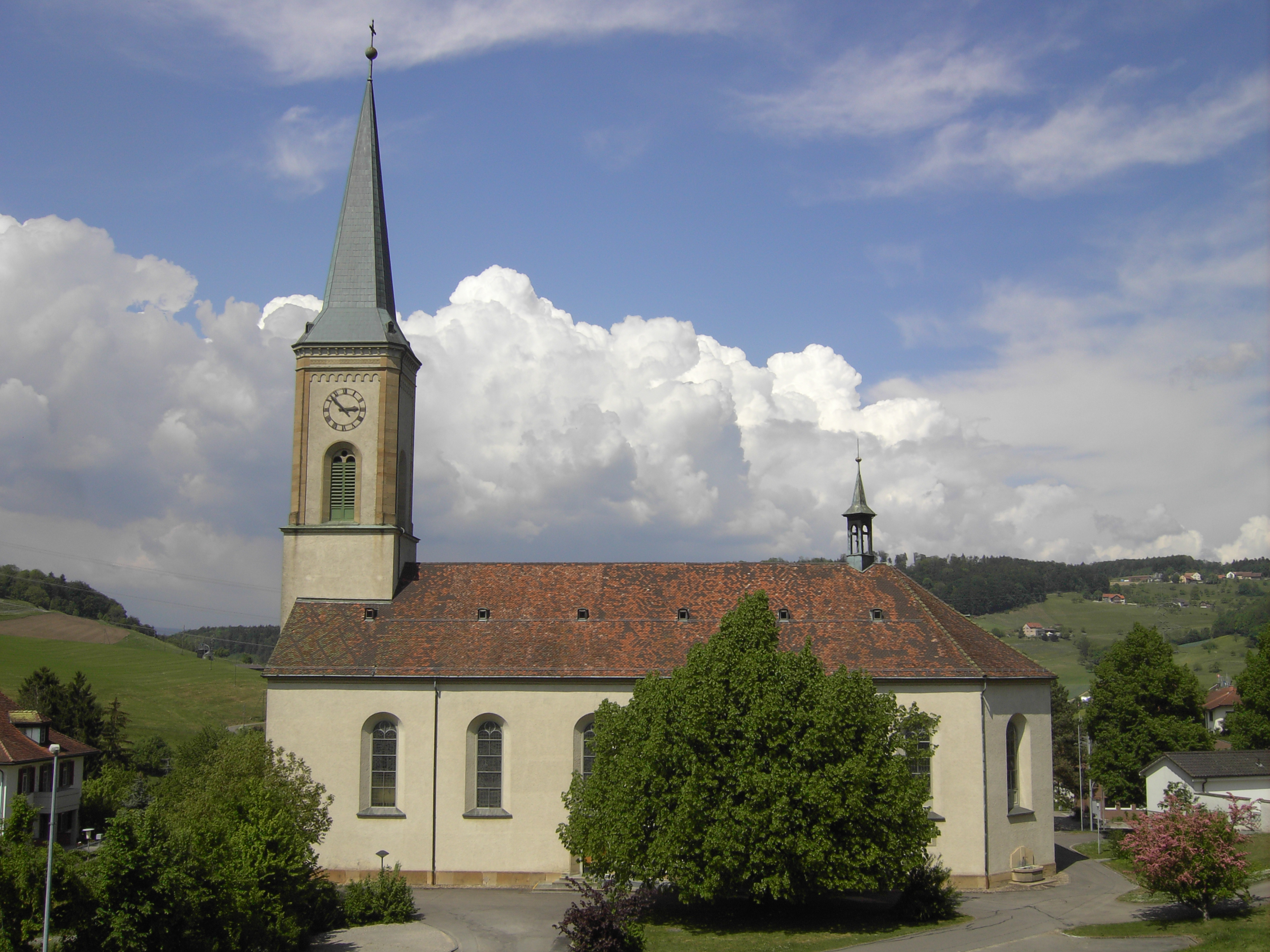
La chiesa cattolica dei Santi Pietro e Paolo

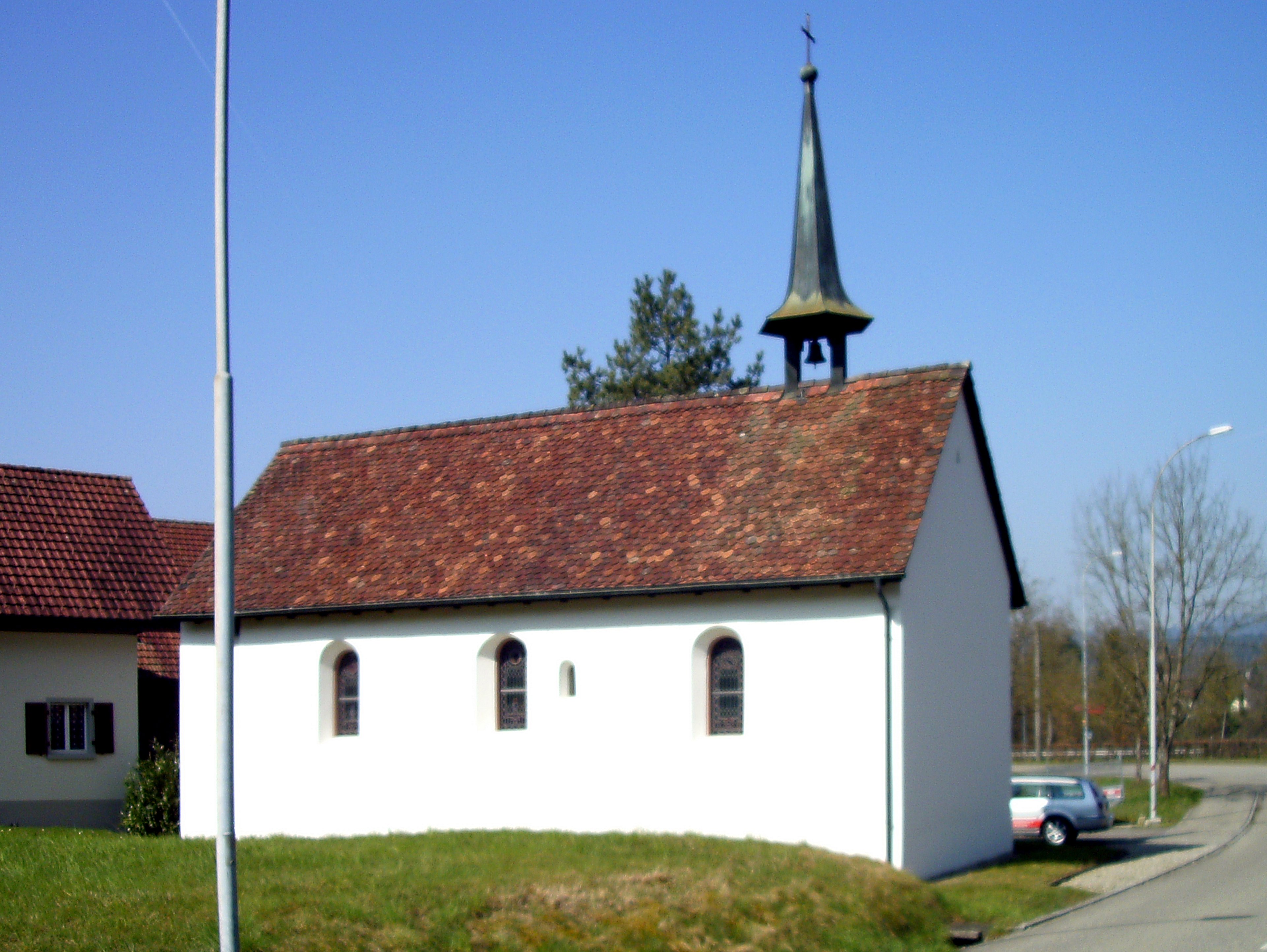
La cappella cattolica di Santa Margherita

- Chiesa cattolica dei Santi Pietro e Paolo, attestata dal 1296 e ricostruita nel 1870[1];
- Cappella cattolica di Santa Margherita in località Rheinsulz, attestata dal 1296 e ricostruita nel XVI secolo[1].

## Società

### Evoluzione demografica
L'evoluzione demografica è riportata nella seguente tabella:
Abitanti censiti

## Amministrazione
Ogni famiglia originaria del luogo fa parte del cosiddetto comune patriziale e ha la responsabilità della manutenzione di ogni bene ricadente all'interno dei confini del comune.